# Pericyma albomarginata
Pericyma albomarginata là một loài bướm đêm trong họ Erebidae.